# Cuy chactao
Le cuy chactao est un plat typique de la cuisine péruvienne, plus précisément de la région d'Arequipa. 
Il s'agit d'un cuy (variété de cochon d'Inde) frit dans beaucoup d'huile sous une pierre qui fait office de couvercle. 
Il est de coutume de le servir avec des pommes de terre cuites, du maïs, etc. C'est un plat très épicé. L'une de ces caractéristiques distinctives est que l'animal est présenté entier sur l'assiette. 
C'est un plat très apprécié dans les zones andines du Pérou.